# 稲垣美晴
稲垣 美晴（いながき みはる、1952年 - ）は、フィンランド語を専門とする日本の翻訳家、エッセイスト。

## 経歴
1952年、東京都出身。
女子学院高校を経て、青山学院女子短期大学国文科、東京芸術大学美術学部を卒業。
東京芸術大学在学中からフィンランドのヘルシンキ大学に留学してフィンランド人の画家アクセリ・ガッレン＝カッレラを研究し、東京芸術大学卒業後もヘルシンキ大学でフィンランド語を学ぶ。
帰国後、『フィンランド語は猫の言葉』（1981年、文化出版局）を初めとするエッセイなどを発表してフィンランドの文化を紹介するとともに、フィンランド語の書物を翻訳。
1995年から2007年まで、東海大学文学部北欧学科に非常勤講師として勤務。
2008年、児童文学を中心に、フィンランドの文学、美術、歴史に関する書籍を刊行する出版社である猫の言葉社を設立した。

## 著書
- 『フィンランド語は猫の言葉』（文化出版局） 1981年、講談社〈講談社文庫〉 1995年
  - 新装版（猫の言葉社） 2008年
- 『サンタさん、分析します』（文化出版局） 1982年、のち改題『サンタクロースの秘密』（講談社文庫） 1995年
- 『注文の多い翻訳家』（筑摩書房）1987年

### 共著
- 『妖精の国のクリスマス サンタクロースの故郷を訪ねて』（篠崎書林） 1989年
- 『木の家 ロシア・フィンランド・ノルウェイ ログハウス紀行』（建築資料研究社） 1990年

## 翻訳
- 『地平線のかなたまで』（ヘルヤ・リウッコ＝スンドストロム、CBS・ソニー出版） 1982年、のち猫の言葉社 2011年
- 『シベリウスの生涯』（ハンヌ・イラリ・ランピラ、筑摩書房） 1986年
- 『サンタと小人の国のお話集』（マルヤッタ・クレンニエミ、ユッカ・レンメッチュ絵、偕成社） 1988年
- 『子うさぎヌップのふわふわふとん』（タルリーサ・ヴァルスタ、あかね書房） 2000年
- 『タトゥとパトゥのへんてこマシン』（アイノ・ハブカイネン, サミ・トイボネン、偕成社） 2007年
- 『ヌンヌ』（オイリ・タンニネン、あすなろ書房） 2009年
- 『カイサのふうせんガム大さくせん』（サムリ・ヴァルカマ著、猫の言葉社） 2009年
- 『赤いぼうしのタルレーナ かわいい小人のお話』（エイナ・カルヤライネン、クリステル・レンス絵、学研教育出版） 2009年
- 『出ておいで森のようせい タルレーナと友だち』（エイナ・カルヤライネン、クリステル・レンス絵、学研教育出版） 2009年
- 『ふしぎなボタン』（ミルヤ・オルヴォラ、サッラ・サヴォライネン絵、猫の言葉社） 2010年
- 『なかなおり』（ヘルヤ・リウッコ＝スンドストロム、猫の言葉社） 2011年
- 『木の音をきく』（リーッタ・ヤロネン、クリスティーナ・ロウヒ絵、猫の言葉社） 2012年
- 『オーロラの雪』（リーッタ・ヤロネン、クリスティーナ・ロウヒ絵、猫の言葉社） 2013年
- 『いつまでも大切なもの』（ヘルヤ・リウッコ＝スンドストロム、猫の言葉社） 2014年
- 『人形劇であそびましょう!』（マイヤ・バリチ、猫の言葉社） 2015年
- 『天使に守られて』（ヘルヤ・リウッコ＝スンドストロム、猫の言葉社） 2017年

### マウリ・クンナス
- 『サンタクロースと小人たち』（マウリ・クンナス、偕成社） 1982年
- 『フィンランドのこびとたちトントゥ』（マウリ・クンナス、文化出版局） 1982年、のち猫の言葉社 2010年
- 『ナイト・ブック 夜、おきていたら…』（マウリ・クンナス、偕成社） 1985年
- 『ゆかいなスポーツ大百科』（マウリ・クンナス、サンリオ） 1985年
- 『ひゃーおばけがいっぱい!』（マウリ・クンナス、偕成社） 1986年
- 『サンタさんへ12のプレゼント!』（マウリ・クンナス、偕成社） 1988年
- 『3001年宇宙大ぼうけん』（マウリ・クンナス、偕成社） 1990年
- 『やったね! 大スクープ!! 新聞ができるまで』（マウリ・クンナス、偕成社） 1991年
- 『げんきだね!! ドラキュラおじいちゃん』（マウリ・クンナス、偕成社） 1992年
- 『サンタクロースとまほうのたいこ』（マウリ・クンナス、偕成社） 1996年
- 『大時計のおばけたち』（マウリ・クンナス、偕成社） 1997年
- 『わすれられないクリスマス』（マウリ・クンナス、猫の言葉社） 2008年
- 『ぐっすりメーメさん 夜のおさんぽ?』（マウリ・クンナス、猫の言葉社） 2009年
- 『ぐっすりメーメさんの世界旅行』（マウリ・クンナス、猫の言葉社） 2012年
- 『ぐっすりメーメさんのワードブック』（マウリ・クンナス、猫の言葉社） 2014年